# Ardisia kerrii
Ardisia kerrii är en viveväxtart som beskrevs av William Grant Craib. Ardisia kerrii ingår i släktet Ardisia och familjen viveväxter. Inga underarter finns listade i Catalogue of Life.